# Éric Bachelart

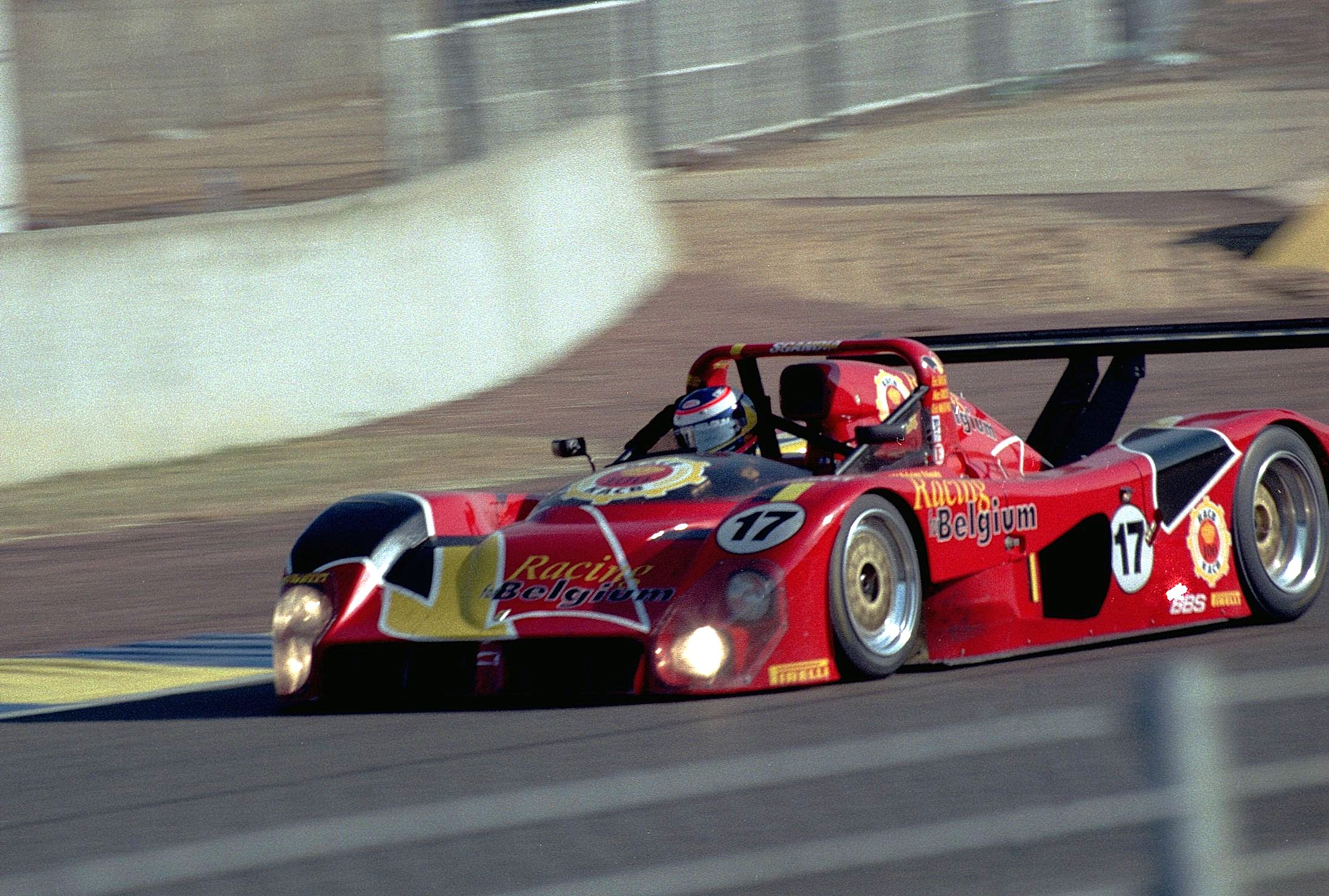
Éric Bachelart im Ferrari 333SP beim 24-Stunden-Rennen von Le Mans 1996

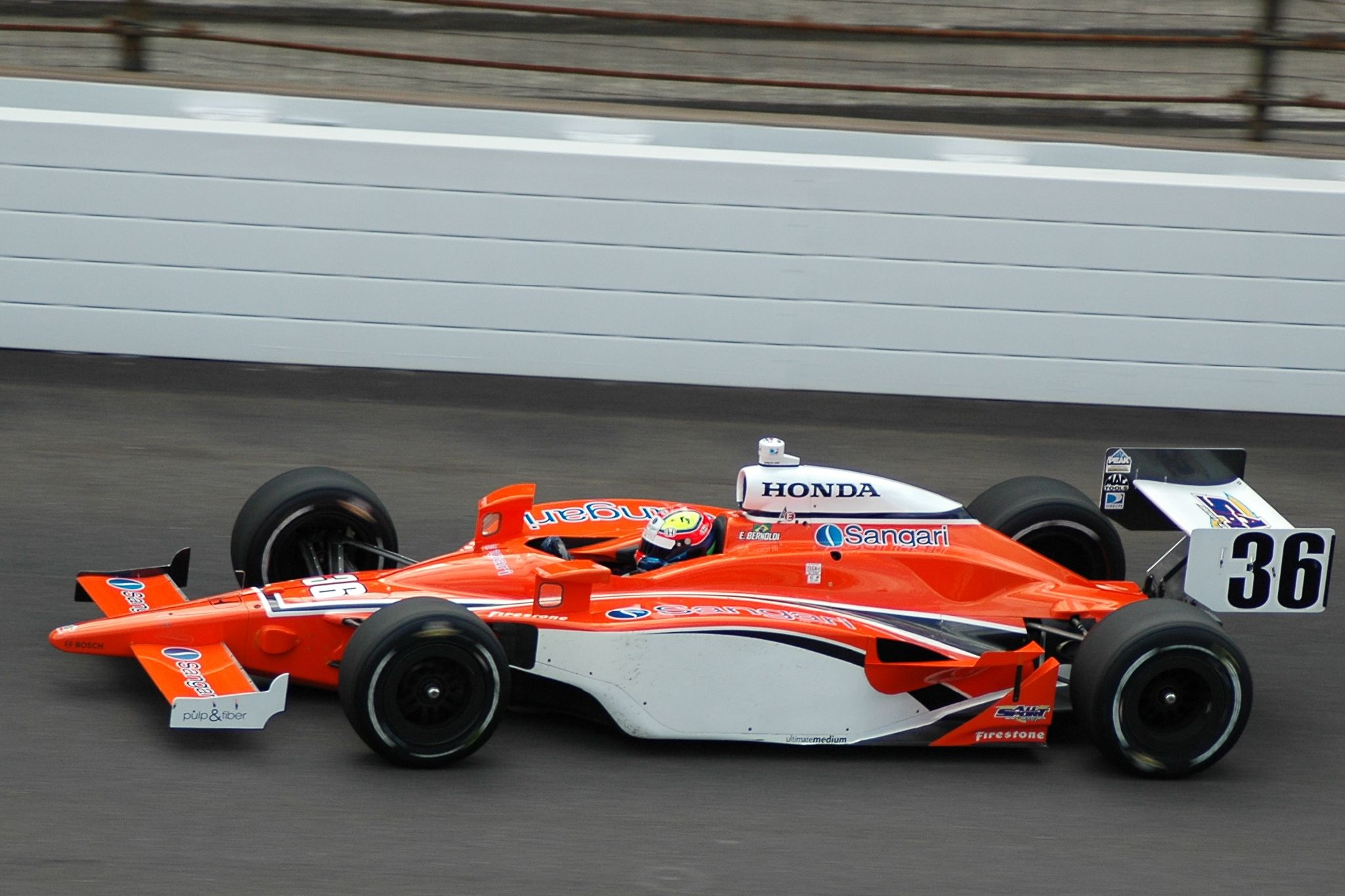
Enrique Bernoldi im Conquest-Racing-Dallara IR-05 beim Training zum Indianapolis 500 2008

Éric Bachelart (* 28. Februar 1961 in Brüssel) ist ein ehemaliger belgischer Rennstallbesitzer und ehemaliger Autorennfahrer.

## Karriere als Rennfahrer

### Monoposto
Éric Bachelart begann seine Fahrerkarriere 1984 in Formel Ford und der Formel 3. 1985 wurde er Neunter in der Französischen Formel-3-Meisterschaft (Gesamtsieger Pierre-Henri Raphanel) und Elfter im deutschen Championat (Meister Volker Weidler). 1987 wurde er hinter Jean Alesi und Éric Bernard Dritter in der französischen Meisterschaft und versuchte danach in der Formel 3000 Fuß zu fassen. Da es ihm nicht gelang einen Vertrag bei einem der teilnehmenden Teams zu erhalten, wechselte er Anfang der 1990er-Jahre in den nordamerikanischen Formelsport. Sein Gesamtsieg in der Indy Lights 1991 war sein größter internationaler Erfolg als Fahrer.

### Touren- und Sportwagenrennen
Bereits während seiner Monopostokarriere fuhr Bachelart regelmäßig Tourenwagenrennen. 1989 und 1993 wurde er Gesamtdritter in der belgischen Meisterschaft. Er bestritt Rennen in der American Le Mans Series, war regelmäßiger Starter beim 24-Stunden-Rennen von Spa-Francorchamps und fuhr zweimal das 24-Stunden-Rennen von Le Mans.

## Conquest Racing
1997 gründete Bachelart Conquest Racing. Der Rennstall war in der Indy Racing League, der Champ-Car-Serie und der American Le Mans Series aktiv. Nach dem Ablauf der Saison 2013 stellte das Team den Rennbetrieb ein. 2016 war Bachelart Geschäftsführer beim US-amerikanischen Rennstall Scuderia Corsa und gründete 2018 gemeinsam mit dem französischen Rennfahrer Alexandre Prémat Quest Racing. Das Team engagiert sich in der Continental Tire Sports Car Challenge.

## Statistik

### Le-Mans-Ergebnisse
| Jahr | Team               | Fahrzeug      | Teamkollege       | Teamkollege       | Platzierung | Ausfallgrund |
| ---- | ------------------ | ------------- | ----------------- | ----------------- | ----------- | ------------ |
| 1993 | Écurie Toison d’Or | Venturi 500LM | Marc Duez         | Philippe Verellen | Rang 25     |              |
| 1996 | Racing for Belgium | Ferrari 333SP | Eric van de Poele | Marc Goossens     | Ausfall     | Unfall       |